# Saints of Los Angeles
Saints of Los Angeles ist das neunte Studioalbum und zugleich das Comeback-Album der US-amerikanischen Glam-Metal-Band Mötley Crüe, das am 24. Juni 2008 veröffentlicht wurde.

## Vorgeschichte
Nachdem Tommy Lee die Band 1999 verlassen hatte und Ersatz Randy Castillo 2001 wegen gesundheitlicher Probleme gehen musste (und 2002 starb) wurde es um die Band ruhig. Zwar trafen sich die Mitglieder mit Lee noch, um die Autobiographie The Dirt zu schreiben, allerdings gingen sonst die drei verbliebenen Mitglieder und Tommy Lee alle getrennte Wege. Lee und Vince Neil machten solo weiter, Mick Mars und Nikki Sixx kümmerten sich um ihr Privatleben. 2004 behauptete Sixx, dass er und Neil wieder im Studio seien und er eine Tour von Mötley Crüe plane. Aus der Studioarbeit wurde das Best-of-Album Red, White & Crüe mit drei neuen Songs, und Lee kam ebenfalls wieder zur Band zurück. 2005 begann auch die Carnival-of-Sins-Reunion-Tour, wobei auch ein Live-Album entstand. Zudem kündigte Sixx an, dass es ein neues Album geben werde, es aber noch Zeit brauchen würde.
Tatsächlich erschien im April 2008 die Single Saints of Los Angeles, bei der die Sänger der Crüefest-Bands Trapt, Buckcherry, Sixx:A.M. (Produzent James Michael) und Papa Roach mitsangen. Das Album kam im Juni 2008. Damit sind Mötley Crüe eine der Bands, die 2008 ihr Comeback hatten (mit AC/DC und Guns n’ Roses).

## Titelliste
| Nr.          | Titel                    | Autor(en)                                              | Länge |
| ------------ | ------------------------ | ------------------------------------------------------ | ----- |
| 1.           | L.A.M.F.                 | Nikki Sixx, James Michael, DJ Ashba, Marti Frederiksen | 1:23  |
| 2.           | Face Down in the Dirt    | Sixx, Michael, Ashba, Frederiksen                      | 3:44  |
| 3.           | What’s It Gonna Take     | Sixx, Michael, Ashba, Frederiksen                      | 3:45  |
| 4.           | Down at the Whisky       | Sixx, Michael, Ashba, Frederiksen                      | 3:50  |
| 5.           | Saints of Los Angeles    | Sixx, Michael, Ashba, Frederiksen                      | 3:40  |
| 6.           | Mutherfucker of the Year | Sixx, Mick Mars, Michael, Ashba, Frederiksen           | 3:55  |
| 7.           | The Animal in Me         | Sixx, Mars, Michael, Frederiksen                       | 4:16  |
| 8.           | Welcome to the Machine   | Sixx, Mars, Michael, Ashba, Frederiksen                | 3:00  |
| 9.           | Just Another Psycho      | Sixx, Mars, Michael, Ashba, Frederiksen                | 3:36  |
| 10.          | Chicks = Trouble         | Sixx, Mars, Michael, Ashba, Frederiksen                | 3:13  |
| 11.          | This Ain’t a Love Song   | Sixx, Mars, Tommy Lee, Michael, Frederiksen            | 3:25  |
| 12.          | White Trash Circus       | Sixx, Mars, Michael, Ashba, Frederiksen                | 2:51  |
| 13.          | Goin’ Out Swingin’       | Sixx, Michael, Ashba, Frederiksen                      | 3:27  |
| Gesamtlänge: | Gesamtlänge:             | Gesamtlänge:                                           | 44:03 |

## Kritiken
In Kritiken wurde das Album sehr gelobt. Laut.de schrieb: „...ein neues, verdammt starkes Album ...“. MusicReview schrieb: „...it’s THE total rock ‘n roll experience...“ („...es ist DAS totale Rock’n’Roll-Erlebnis...“).